# YBC Newsリアルタイム
YBC Newsリアルタイム（ワイビーシー・ニュース・りあるたいむ）は、山形放送テレビで2006年4月3日から2010年3月27日まで放送された、平日のニュース・情報番組。

## 概要
前番組は「YBCニュースプラス1」。

## 放送時間
- 月曜 - 金曜 18:16 - 19:00（YBC Newsリアルタイム、「ヤン坊マー坊天気予報」を内包）
- 土曜 17:48 - 17:56（YBC Newsリアルタイム・サタデー）

## 出演者

### 平日
- 青山友紀（メインキャスター、月 - 金）
- 山本浩一（サブキャスター、月 - 金）
- 小坂憲央（YBCスポーツ）

### 土曜
- 基本的にはシフト勤務。

### 過去の出演者
- 長澤紗希子（元アナウンサー。サブキャスター）
- 佐伯敏光（YBCスポーツ）
- 秋山裕靖（2006年4月-2008年3月）
- 金本美紀（2006年4月-2008年3月）
- 門田和弘（YBCスポーツ）

## タイムテーブル（平日）
- 18:16 オープニングタイトル・ヘッドライン3本・挨拶・県内ニュース①
- 18:26 提供・（CM①）
- 18:28 県内ニュース②・フラッシュニュース
- 18:30 （CM②）
- 18:32 特集 又は YBCスポーツ
- 18:37 （CM③）
- 18:39 県内ニュース③
- 18:44 （CM④）
- 18:46 思い出グラフィティ 又は 我が家のペット・あすの予定（金曜日は週末の予定）
- 18:49 （CM⑤）
- 18:50 ヤン坊マー坊天気予報（青山アナ以外のYBC女性アナが日替わりで担当）
- 18:53 （CM⑥）
- 18:55 最終ニュース・挨拶・提供・エンドタイトル

## 主なコーナー
- 特集 ： 月 - 木、主に自主制作だが、ときに日本テレビ系列・NNN各局との交換ニュースも。
- YBCスポーツ ： 金曜、県内で活躍のスポーツ選手や、週末・週明けに開催のスポーツイベントを紹介する。
- 思い出グラフィティ〜30年前のやまがた〜 ： 月 - 木、30年前の県内の動きを振り返る。
- 我が家のペット ： 金曜、YBCニュースプラス1時代より続くコーナーで、県内で飼われている変わった犬・猫・金魚などを取り上げる。

## 関連番組
- YBC社説放送
- ピヨ卵ワイド

| YBCテレビ（NNN） 平日夕方のYBCニュース | YBCテレビ（NNN） 平日夕方のYBCニュース | YBCテレビ（NNN） 平日夕方のYBCニュース |
| 前番組                                 | 番組名                                 | 次番組                                 |
| -------------------------------------- | -------------------------------------- | -------------------------------------- |
| YBC NEWS PLUS 1                        | YBC NEWSリアルタイム                   | YBC news every.                        |